# 1531
| 1531               |
| ------------------ |
| Dødsfald - Fødsler |
|                    |

| Gregoriansk kalender | 1531 MDXXXI             |
| Ab urbe condita      | 2284                    |
| Armensk kalender     | 980 ԹՎ ՋՁ               |
| Kinesiske kalender   | 4227 – 4228 庚寅 – 辛卯 |
| Etiopisk kalender    | 1523 – 1524             |
| Jødisk kalender      | 5291 – 5292             |
| Hindukalendere       |                         |
| - Vikram Samvat      | 1586 – 1587             |
| - Shaka Samvat       | 1453 – 1454             |
| - Kali Yuga          | 4632 – 4633             |
| Iransk kalender      | 909 – 910               |
| Islamisk kalender    | 937 – 938               |

Konge i Danmark: Frederik 1. 1523-1533
Se også 1531 (tal)

## Begivenheder
- 26. januar – Lissabon i Portugal rammes af jordskælv, 30.000 døde
- 11. februar - Henrik 8. af England anerkendes som overhoved for den engelske kirke
- Alessandro de' Medici bliver hertug af Toscana.
- Pizarro besejrer og ødelægger Inkariget.

## Dødsfald
- 11. oktober – Huldrych Zwingli, schweizisk reformator